# Bobo Stenson
Bobo Stenson, vlastním jménem Bo Gustav Stenson (* 4. srpna 1944 Västerås), je švédský jazzový klavírista. Jeho lyrický styl interpretace je ovlivněn free jazzem i skandinávským folklórem.
Pochází z rodiny hudebníků a od osmi let se učil hře na klasický klavír pod vedením Wernera Wolfa Glasera. Od studentských let se zajímal o jazzovou hudbu a hrál se saxofonistou Börje Fredrikssonem a trumpetistou Larsem Färnlöfem. Začal studovat hudební vědu, ale pak dal přednost koncertování a vystupoval v pařížském klubu Blue Note společně s Manfredem Schoofem. Také doprovázel Stana Getze, Sonnyho Rollinse a Dextera Gordona na jejich skandinávském turné. Od roku 1971 nahrává u společnosti ECM Records. 
Stenson se podílel na albu George Russella Listen to the Silence a hrál s kvartetem Charlese Lloyda. V sedmdesátých letech byl členem skupiny Rena Rama, která spojovala jazz s hudbou přírodních národů. Spolupracoval také s tureckým hudebníkem Okayem Temizem. Nahrával se saxofonistou Lennartem Åbergem, zpěvačkou Rebeckou Törnqvistovou i recitátorem Janem Erikem Voldem. Mezi jeho spolupracovníky byli rovněž Jan Garbarek, Terje Rypdal, Don Cherry, Tomasz Stańko a Theo Jörgensmann, na českých pódiích hrál vedle Rudyho Linky. Nejčastěji vystupuje v triu s basistou Andersem Jorminem a bubeníkem Jonem Fältem.
Je členem Královské švédské hudební akademie. Byla mu udělena Cena Bobbyho Jaspara, medaile Litteris et Artibus, Django d’Or, Jazzkatten a Gyllene skivan.

## Diskografie
- Underwear (1971)
- Witchi-Tai-To (1973)
- The Sounds Around the House (1983)
- Very Early (1986)
- Reflections (1993)
- War Orphans (1997)
- Serenity (1999)
- Goodbye (2005)
- Cantando (2007)
- Indicum (2012)
- Contra la Indecisión (2018)
- Sphere (2023)